# NGC 3663
NGC 3663 ist eine Spiralgalaxie vom Hubble-Typ Sbc im Sternbild Becher. Sie ist schätzungsweise 217 Millionen Lichtjahre von der Milchstraße entfernt.
Das Objekt wurde im Jahre 1880 von Andrew Ainslie Common entdeckt.